# Francesco Lami
Francesco Lami (Forlì, 6 agosto 1910 – 6 aprile 1977) è stato un politico italiano.

## Biografia
Esponente del Partito Socialista Italiano, viene eletto alla Camera dei Deputati nel 1953, restando in carica fino al 1958.
Viene poi rieletto a Montecitorio col PSI alle elezioni del 1963; nel 1964 aderisce al Partito Socialista Italiano di Unità Proletaria, con il quale conferma il proprio seggio alla Camera nel 1968. Conclude il mandato parlamentare nel 1972.